# Calopogon
Calopogon es un género  de orquídeas con hábitos terrestres que tiene asignadas cinco especies. Son originarias del sudeste de Norteamérica y del Caribe.

## Distribución y hábitat
Se encuentran en el sudeste de Norteamérica en EUA y Canadá y en Bahamas y Cuba. Son con hábitos terrestres que se encuentran en lugares húmedos con suelos muy ácidos. 

## Descripción
Las plantas tienen hojas herbáceas que se elevan desde una raíz parcialmente enterrada de la que se eleva una larga inflorescencia con grandes flores con pelos que son, a menudo, de diferente color que el resto de la flor.

## Taxonomía
El género fue descrito por Robert Brown y publicado en Hortus Kewensis; or, a Catalogue of the Plants Cultivated in the Royal Botanic Garden at Kew. London (2nd ed.) 5: 204–205. 1813.
Etimología
Calopogon: nombre genérico que proviene del griego y significa "hermosa barba", en referencia a la agrupación de pelos que adornan el labelo.

## Especies deCalopogon
- Calopogon barbatus  (Walter) Ames (1908)
- Calopogon multiflorus  Lindl. (1840)
- Calopogon oklahomensis  D.H.Goldman (1995)
- Calopogon pallidus  Chapm. (1860)
- Calopogon tuberosus  (L.) Britton (1888)